# Alur, Indi
Alur là một làng thuộc tehsil Indi, huyện Bijapur, bang Karnataka, Ấn Độ.